# Hluti
Hluti est une ville située dans le district de Shiselweni, en Eswatini.